# Barrio San José II
San José es uno de los sectores en los que se divide la ciudad de Cabimas en el estado Zulia (Venezuela), pertenece a la parroquia parroquia Romulo Betancourt.

## Ubicación
San José II se encuentra entre los sectores  San José I al norte (carretera J),  Punto Fijo al oeste (Av 44) y una sabana al sur y este.

## Zona Residencial
San José son las casas al final de la carretera J más allá de la Av 44 cerca del final de dicha carretera. Actualmente se encuentra poco habitado con grandes extensiones de terreno, algunas personas crían animales de granja. La alcaldía ha construido la Urbanización Brisas de San José con todos los servicios dentro del sector como San José II, y existe una plaza. Sus límites con Federación y Santa Rosa son imprecisos porque los 3 están en los confines de Cabimas y no han sido consolidados.

## Vialidad y Transporte
Muchas de sus calles son de tierra, salvo los sectores especialmente construidos y nuevos.
La línea Nueva Rosa de Nueva Cabimas pasa ocasionalmente bajo pago extra y solo en la estación seca hasta la 44.
Existe una línea propia, San José - Las Tierritas que pasa por esas zonas del este de Cabimas.